# ATP Buenos Aires

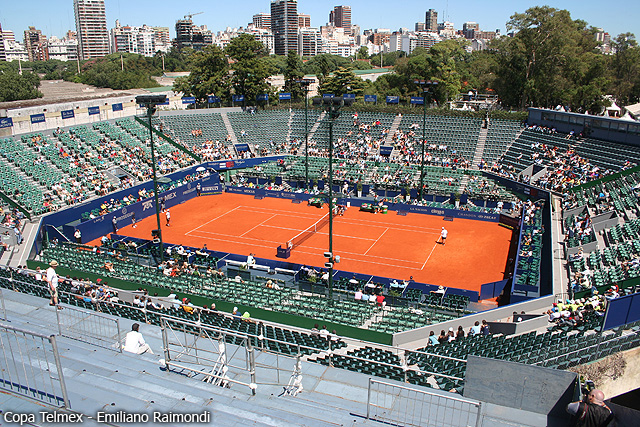
Center Court im Buenos Aires Lawn Tennis Club.

Das ATP-Turnier von Buenos Aires (offiziell: IEB+ Argentina Open) ist ein Tennisturnier der ATP, das seit 1993 im Rahmen der ATP Tour jährlich in Argentiniens Hauptstadt Buenos Aires ausgetragen wird. Derzeit gehört es zur ATP Tour 250.

## Geschichte
Bereits in den 1970er und 1980er Jahren fand ein Tennisturnier in Buenos Aires statt, das ebenfalls auf Sand ausgetragen wurde. Rekordsieger jenes Turniers ist mit acht Titeln Guillermo Vilas; er gewann das Turnier zwischen 1973 und 1977 sechsmal hintereinander (1977 fand es zweimal statt) sowie 1979 und 1982. Von 1970 bis 1989 fand das Turnier im Rahmen des Grand Prix Tennis Circuit statt. Seit 1993 ist es Teil der ATP Tour.
Das Turnier ist Teil des sogenannten Golden Swings, einer Reihe von Sandplatzturnieren in Lateinamerika, die zu Beginn der Saison stattfinden (neben Buenos Aires noch die Turniere in Santiago de Chile, São Paulo und Rio de Janeiro sowie bis 2013 Acapulco, das später den Belag auf Hartplatz wechselte).
Das Turnier findet heutzutage im Februar statt im Buenos Aires Lawn Tennis Club statt und dauert eine Woche. Es wird auf Sand gespielt und Turnierdirektor ist der ehemalige Tennisprofi Martín Jaite.

## Siegerliste
Rekordtitelträger ist Guillermo Vilas mit acht Siegen, gefolgt von David Ferrer und Carlos Moyá mit jeweils drei Siegen. Im Doppel hält Horacio Zeballos mit vier Titeln den Rekord.

### Einzel
| Jahr                        | Sieger                 | Finalgegner            | Finalergebnis             |
| --------------------------- | ---------------------- | ---------------------- | ------------------------- |
| 2025                        | João Fonseca           | Francisco Cerúndolo    | 6:4, 7:61                 |
| 2024                        | Facundo Díaz Acosta    | Nicolás Jarry          | 6:3, 6:4                  |
| 2023                        | Carlos Alcaraz         | Cameron Norrie         | 6:3, 7:5                  |
| 2022                        | Casper Ruud (2)        | Diego Schwartzman      | 5:7, 6:2, 6:3             |
| 2021                        | Diego Schwartzman      | Francisco Cerúndolo    | 6:1, 6:2                  |
| 2020                        | Casper Ruud (1)        | Pedro Sousa            | 6:1, 6:4                  |
| 2019                        | Marco Cecchinato       | Diego Schwartzman      | 6:1, 6:2                  |
| 2018                        | Dominic Thiem (2)      | Aljaž Bedene           | 6:2, 6:4                  |
| 2017                        | Oleksandr Dolhopolow   | Kei Nishikori          | 7:64, 6:4                 |
| 2016                        | Dominic Thiem (1)      | Nicolás Almagro        | 7:62, 3:6, 7:64           |
| 2015                        | Rafael Nadal           | Juan Mónaco            | 6:4, 6:1                  |
| 2014                        | David Ferrer (3)       | Fabio Fognini          | 6:4, 6:3                  |
| 2013                        | David Ferrer (2)       | Stan Wawrinka          | 6:4, 3:6, 6:1             |
| 2012                        | David Ferrer (1)       | Nicolás Almagro        | 4:6, 6:3, 6:2             |
| 2011                        | Nicolás Almagro        | Juan Ignacio Chela     | 6:3, 3:6, 6:4             |
| 2010                        | Juan Carlos Ferrero    | David Ferrer           | 5:7, 6:4, 6:3             |
| 2009                        | Tommy Robredo          | Juan Mónaco            | 7:5, 2:6, 7:65            |
| 2008                        | David Nalbandian       | José Acasuso           | 3:6, 7:65, 6:4            |
| 2007                        | Juan Mónaco            | Alessio di Mauro       | 6:1, 6:2                  |
| 2006                        | Carlos Moyá (3)        | Filippo Volandri       | 7:66, 6:4                 |
| 2005                        | Gastón Gaudio          | Mariano Puerta         | 6:4, 6:4                  |
| 2004                        | Guillermo Coria        | Carlos Moyá            | 6:4, 6:1                  |
| 2003                        | Carlos Moyá (2)        | Guillermo Coria        | 6:3, 4:6, 6:4             |
| 2002                        | Nicolás Massú          | Agustín Calleri        | 2:6, 7:65, 6:2            |
| 2001                        | Gustavo Kuerten        | José Acasuso           | 6:1, 6:3                  |
| 1996–2000: keine Austragung |                        |                        |                           |
| 1995                        | Carlos Moyá (1)        | Félix Mantilla         | 6:0, 6:3                  |
| 1994                        | Àlex Corretja          | Javier Frana           | 6:3, 5:7, 7:63            |
| 1993                        | Carlos Costa           | Alberto Berasategui    | 3:6, 6:1, 6:4             |
| 1989–1992: keine Austragung |                        |                        |                           |
| 1988                        | Javier Sánchez         | Guillermo Pérez Roldán | 6:2, 7:6                  |
| 1987                        | Guillermo Pérez Roldán | Jay Berger             | 3:2 aufgg.                |
| 1986                        | Jay Berger             | Franco Davín           | 6:3, 6:3                  |
| 1985                        | Martín Jaite           | Diego Pérez            | 6:4, 6:2                  |
| 1983–1984: keine Austragung |                        |                        |                           |
| 1982                        | Guillermo Vilas (8)    | Alejandro Ganzábal     | 6:2, 6:4                  |
| 1981                        | Ivan Lendl             | Guillermo Vilas        | 6:1, 6:2                  |
| 1980                        | José Luis Clerc (2)    | Rolf Gehring           | 6:7, 2:6, 7:5, 6:0, 6:3   |
| 1979                        | Guillermo Vilas (7)    | José Luis Clerc        | 6:1, 6:2, 6:2             |
| 1978                        | José Luis Clerc (1)    | Víctor Pecci           | 6:4, 6:4                  |
| 1977-2                      | Guillermo Vilas (6)    | Jaime Fillol           | 6:4, 6:4                  |
| 1977-1                      | Guillermo Vilas (5)    | Wojciech Fibak         | 6:4, 6:3, 6:0             |
| 1976                        | Guillermo Vilas (4)    | Jaime Fillol           | 6:2, 6:2, 6:3             |
| 1975                        | Guillermo Vilas (3)    | Adriano Panatta        | 6:1, 6:4, 6:4             |
| 1974                        | Guillermo Vilas (2)    | Manuel Orantes         | 6:3, 0:6, 7:5, 6:2        |
| 1973                        | Guillermo Vilas (1)    | Björn Borg             | 3:6, 6:7, 6:4, 6:6 aufgg. |
| 1972                        | Karl Meiler            | Guillermo Vilas        | 6:7, 2:6, 6:4, 6:4, 6:4   |
| 1971                        | Željko Franulović (2)  | Ilie Năstase           | 6:3, 7:6, 6:1             |
| 1970                        | Željko Franulović (1)  | Manuel Orantes         | 6:4, 6:2, 6:0             |
| 1969                        | François Jauffret      | Željko Franulović      | 3:6, 6:2, 6:4, 6:3        |
| 1968                        | Roy Emerson            | Rod Laver              | 9:7, 6:4, 6:4             |

### Doppel
| Jahr                        | Sieger                                     | Finalgegner                           | Finalergebnis           |
| --------------------------- | ------------------------------------------ | ------------------------------------- | ----------------------- |
| 2025                        | Guido Andreozzi Théo Arribagé              | Rafael Matos Marcelo Melo             | 7:5, 4:6, [10:7]        |
| 2024                        | Simone Bolelli (3) Andrea Vavassori        | Marcel Granollers Horacio Zeballos    | 6:2, 7:66               |
| 2023                        | Simone Bolelli (2) Fabio Fognini (2)       | Nicolás Barrientos Ariel Behar        | 6:2, 6:4                |
| 2022                        | Santiago González Andrés Molteni (2)       | Fabio Fognini Horacio Zeballos        | 6:1, 6:1                |
| 2021                        | Tomislav Brkić Nikola Čačić                | Ariel Behar Gonzalo Escobar           | 6:3, 7:5                |
| 2020                        | Marcel Granollers (3) Horacio Zeballos (4) | Guillermo Durán Juan Ignacio Londero  | 6:4, 5:7, [18:16]       |
| 2019                        | Máximo González Horacio Zeballos (3)       | Diego Schwartzman Dominic Thiem       | 6:1, 6:1                |
| 2018                        | Andrés Molteni (1) Horacio Zeballos (2)    | Juan Sebastián Cabal Robert Farah     | 6:3, 5:7, [10:3]        |
| 2017                        | Juan Sebastián Cabal (2) Robert Farah (2)  | Santiago González David Marrero       | 6:1, 6:4                |
| 2016                        | Juan Sebastián Cabal (1) Robert Farah (1)  | Íñigo Cervantes Paolo Lorenzi         | 6:3, 6:0                |
| 2015                        | Jarkko Nieminen André Sá                   | Pablo Andújar Oliver Marach           | 4:6, 6:4, [10:7]        |
| 2014                        | Marcel Granollers (2) Marc López           | Pablo Cuevas Horacio Zeballos         | 7:5, 6:4                |
| 2013                        | Simone Bolelli (1) Fabio Fognini (1)       | Nicholas Monroe Simon Stadler         | 6:3, 6:2                |
| 2012                        | David Marrero Fernando Verdasco            | Michal Mertiňák André Sá              | 6:4, 6:4                |
| 2011                        | Oliver Marach Leonardo Mayer               | Franco Ferreiro André Sá              | 7:66, 6:3               |
| 2010                        | Sebastián Prieto (3) Horacio Zeballos (1)  | Simon Greul Peter Luczak              | 7:64, 6:3               |
| 2009                        | Marcel Granollers (1) Alberto Martín       | Nicolás Almagro Santiago Ventura      | 6:3, 5:7, [10:8]        |
| 2008                        | Agustín Calleri Luis Horna                 | Werner Eschauer Peter Luczak          | 6:0, 6:76, [10:2]       |
| 2007                        | Sebastián Prieto (2) Martín Alberto García | Rubén Ramírez Hidalgo Albert Montañés | 6:4, 6:2                |
| 2006                        | František Čermák (2) Leoš Friedl (2)       | Vasilis Mazarakis Boris Pašanski      | 6:1, 6:2                |
| 2005                        | František Čermák (1) Leoš Friedl (1)       | José Acasuso Sebastián Prieto         | 6:2, 7:5                |
| 2004                        | Lucas Arnold Ker (2) Mariano Hood (2)      | Federico Browne Diego Veronelli       | 7:5, 6:72, 6:4          |
| 2003                        | Mariano Hood (1) Sebastián Prieto (1)      | Lucas Arnold Ker David Nalbandian     | 6:2, 6:2                |
| 2002                        | Gastón Etlis Martín Rodríguez              | Simon Aspelin Andrew Kratzmann        | 3:6, 6:3, [10:4]        |
| 2001                        | Lucas Arnold Ker (1) Tomás Carbonell (3)   | Mariano Hood Sebastián Prieto         | 5:7, 7:5, 7:65          |
| 1996–2000: keine Austragung |                                            |                                       |                         |
| 1995                        | Vincent Spadea Christo van Rensburg        | Jiří Novák David Rikl                 | 6:3, 6:3                |
| 1994                        | Sergio Casal (2) Emilio Sánchez Vicario    | Tomás Carbonell Francisco Roig        | 6:3, 6:2                |
| 1993                        | Tomás Carbonell (2) Carlos Costa (2)       | Sergio Casal Emilio Sánchez Vicario   | 6:4, 6:4                |
| 1989–1992: keine Austragung |                                            |                                       |                         |
| 1988                        | Carlos Costa (1) Javier Sánchez            | Eduardo Bengoechea José Luis Clerc    | 6:3, 3:6, 6:3           |
| 1987                        | Sergio Casal (1) Tomás Carbonell (1)       | Jay Berger Horacio de la Peña         | kampflos                |
| 1986                        | Loïc Courteau Horst Skoff                  | Gustavo Luza Gustavo Tiberti          | 3:6, 6:4, 6:3           |
| 1985                        | Martín Jaite Christian Miniussi            | Eduardo Bengoechea Diego Pérez        | 6:4, 6:3                |
| 1983–1984: keine Austragung |                                            |                                       |                         |
| 1982                        | Hans Kary Zoltán Kuhárszky                 | Ángel Giménez Manuel Orantes          | 7:5, 6:2                |
| 1981                        | Marcos Hocevar João Soares                 | Álvaro Fillol Jaime Fillol            | 7:6, 6:7, 6:4           |
| 1980                        | Hans Gildemeister Andrés Gómez             | Ángel Giménez Jairo Velasco Sr.       | 6:4, 7:5                |
| 1979                        | Tomáš Šmíd Sherwood Stewart                | Marcos Hocevar João Soares            | 6:1, 7:5                |
| 1978                        | Chris Lewis Van Winitsky                   | José Luis Clerc Belus Prajoux         | 6:4, 3:6, 6:0           |
| 1977-2                      | Ion Țiriac (2) Guillermo Vilas (3)         | Ricardo Cano Antonio Muñoz            | 6:4, 6:0                |
| 1977-1                      | Wojciech Fibak Ion Țiriac (1)              | Lito Álvarez Guillermo Vilas          | 7:5, 0:6, 7:6           |
| 1976                        | Carlos Kirmayr Tito Vázquez                | Ricardo Cano Belus Prajoux            | 6:4, 7:5                |
| 1975                        | Paolo Bertolucci Adriano Panatta           | Jürgen Faßbender Hans-Jürgen Pohmann  | 7:6, 6:7, 6:4           |
| 1974                        | Manuel Orantes Guillermo Vilas (2)         | Patricio Cornejo Jaime Fillol         | 6:4, 6:3                |
| 1973                        | Ricardo Cano Guillermo Vilas (1)           | Patricio Cornejo Iván Molina          | 7:6, 6:3                |
| 1972                        | nicht ausgetragen                          | nicht ausgetragen                     | nicht ausgetragen       |
| 1971                        | Željko Franulović Ilie Năstase             | Patricio Cornejo Jaime Fillol         | 6:4, 6:4                |
| 1970                        | Bob Carmichael Ray Ruffels                 | Željko Franulović Jan Kodeš           | 7:5, 6:2, 5:7, 6:7, 6:3 |
| 1969                        | Patricio Cornejo Jaime Fillol              | Roy Emerson Frew McMillan             | kampflos                |
| 1968                        | nicht ausgetragen                          | nicht ausgetragen                     | nicht ausgetragen       |